# Cassina Savina
Cassina Savina (Cassina Savina anche in dialetto brianzolo) è un borgo di 4 470 abitanti (+49 abitanti negli ultimi 12 mesi) della provincia di Monza e della Brianza. Comune fino al 9 febbraio 1869‚ fu poi aggregata per regio decreto al comune di Cesano Maderno, di cui costituisce la porzione nordorientale verso Seregno.

## Storia
La piccola località rurale di Cassina Savina, di antica origine, costituiva un comune compreso nella pieve di Desio, parte del ducato di Milano.
Registrata agli atti del 1751 come un villaggio milanese di 450 abitanti scesi a 420 nel 1771, alla proclamazione del Regno d'Italia nel 1805 la cassina risultava avere 320 residenti, essendosi quindi spopolata. In età napoleonica nel 1809 il comune di Cassina Savina venne soppresso e aggregato al limitrofo comune di Seregno, della cui parrocchia aveva sempre fatto parte, recuperando però l'autonomia nel 1816 dopo l'istituzione del Regno Lombardo-Veneto.
Nel 1853 il comune di Cassina Savina contava 428 abitanti, nel 1861 ne aveva 486. Il comune venne aggregato nel 1869 a Cesano Maderno con una decisione del tutto atipica rispetto alle consimili misure di quel periodo, dato che si poneva in contrasto sia rispetto al precedente modello napoleonico, sia soprattutto rispetto alla secolare tradizione ecclesiastica che aveva da sempre legato la cascina alla comunità seregnese.

## Monumenti e luoghi d'interesse

### Architetture civili
A Cassina Savina sono presenti alcuni esempi di ville lombarde, come l'elegante Villa Manuela. Un profondo restauro della villa e del parco è stato completato nel 2010.
Sul finire del Seicento, i miglioramenti sul piano economico portarono la nobiltà milanese a ricercare contesti ambientali sempre più estesi ed integri dove collocare nuove e ampie residenze. La fascia immediatamente a contatto con la città di Milano era divenuta ormai inadatta. Ma i miglioramenti della rete viaria resero più agevoli gli spostamenti, e ciò contribuì alla costruzione di numerose ville nella Brianza a nord di Milano. Nuove ville di notevole rilievo vennero così inserite in un contesto paesaggistico molto apprezzato, ritenuto tra le aree più salubri del milanese grazie alla presenza di boschi di pini, di olmi, di betulle, di querce. A Cassina Savina viene edificata in questo periodo Villa Manuela .

### Aree naturali
Parco dei TigliIl parco dei Tigli con i suoi secolari esemplari di robinia è il principale polmone verde del borgo.
Roseto Carlo ArientiNel secondo dopoguerra, l'ingegner Carlo Arienti dà avvio alla formazione dell'omonimo roseto. Nel 1952 viene aperto per la prima volta al pubblico con le sue 250 varietà di rose disposte su una superficie di 3 000 metri quadrati. Nel ventennio successivo, il roseto si ingrandisce costantemente ospitando gli esemplari che l'ingegnere acquista durante i suoi viaggi di lavoro nel Regno Unito, Francia, Belgio e Paesi Bassi. Alla morte dell'ingegner Carlo Arienti, è il figlio Virgilio a prendersi cura del roseto che, ad oggi, consta di oltre 800 varietà di rose disposte su una superficie di oltre 10 000 metri quadrati.

## Eventi
- La marcia "Aspettando le viole" è una manifestazione podistica non competitiva giunta alla 36ª edizione‚ che richiama ogni anno oltre un migliaio di atleti da tutta la Lombardia. Si corre a gennaio-febbraio e prevede percorsi di 7‚ 14 e 22 km misti tra asfalto‚ parchi (giardino Borromeo a Cesano Maderno, parco delle Querce a Seveso, parco Meredo a Meda, parco dei Tigli a Cassina Savina)‚ sterrato e sentieri tra i boschi, con punti di ristoro lungo il percorso e al traguardo (con anche il tradizionale vin brulé). Coerentemente con il nome della manifestazione‚ ad ogni iscritto viene consegnato al traguardo un vasetto di viole. La Aspettando le viole è valida per il concorso nazionale FIASP Piede Alato‚ per i concorsi internazionali di IVV e per i riconoscimenti della rivista SportInsieme[8][9][10]. La manifestazione sportiva è stata temporaneamente sospesa.
- Durante il mese di giugno si svolgono i tornei sportivi della durata di 3 settimane. Sono tornei di calcio maschile e femminile e di pallavolo femminile e mista, suddivisi per varie categorie di età.
- La festa patronale si svolge la prima domenica di settembre.
- In occasione della festa patronale, la prima domenica di settembre il mercatino del Pasquè lascia la tradizionale cornice di Cesano Maderno e si trasferisce a Cassina Savina. Nelle vie del borgo i numerosi artigiani ed hobbisti espongono e vendono i loro prodotti.[11][12][13]
- In settembre si tiene la "sfilata sotto le stelle" alla quale partecipano ogni anno diversi atelier lombardi di vestiti da sposa e abiti da cerimonia.